# C-HTML
C-HTML은 "Compact HTML"(콤팩트 HTML)의 약자로 휴대 전화나 PDA 같은 모바일 웹 페이지를 작성하기 위해 사용하는 마크업 언어이다. 1998년 일본의 휴대 전화 업계 사이에서 WML와 XHTML 베이직을 기반으로 하여 개발되었다.
cHTMLL에서 사용되는 문법은 HTML 3.2와 비슷하고, 데이터를 사용자의 모바일 기기에 빨리 보내기 위하여 태그 길이도 상대적으로 짧으며, 모바일 기기에 불필요한 코드는 제외시켰다.
또한 NTT 도코모의 아이모드를 지원하는 휴대 전화에서 웹 페이지를 구현하기 위해 C-HTML이 채용되었는데, 아이모드에서는 별도로 독특한 태그들이 포함되었고 이를 지원하고 있다.